# Diocesi di Tumaco
La diocesi di Tumaco (in latino Dioecesis Tumacoënsis) è una sede della Chiesa cattolica in Colombia suffraganea dell'arcidiocesi di Popayán. Nel 2022 contava 214.000 battezzati su 467.064 abitanti. La sede è vacante.

## Territorio
La diocesi comprende 9 comuni del dipartimento colombiano di Nariño nel sud-ovest del Paese, al confine con l'Ecuador: Barbacoas, El Charco, Francisco Pizarro, La Tola, Magüí, Mosquera, Olaya Herrera, Roberto Payán e Tumaco. L'estrema parte orientale del comune di El Charco appartiene alla diocesi di Pasto.
Sede vescovile è la città di Tumaco, dove si trova la cattedrale di Sant'Andrea.
Il territorio si estende su una superficie di 16.000 km² ed è suddiviso in 19 parrocchie, raggruppate in 4 vicariati.

## Storia
La prefettura apostolica di Tumaco fu eretta il 1º maggio 1927 con la bolla Quae ad aeternam di papa Pio XI, ricavandone il territorio dalle diocesi di Cali (oggi arcidiocesi) e di Pasto.
Il 14 novembre 1952 e il 5 aprile 1954 cedette porzioni del suo territorio a vantaggio dell'erezione rispettivamente del vicariato apostolico di Buenaventura (oggi diocesi) e della prefettura apostolica di Guapi (oggi vicariato apostolico).
Il 7 febbraio 1961 la prefettura apostolica fu elevata a vicariato apostolico con la bolla Regnum Christi di papa Giovanni XXIII.
Il 23 settembre 1964 ha ceduto un'altra porzione di territorio a vantaggio dell'erezione della diocesi di Ipiales.
Il 29 ottobre 1999 il vicariato apostolico è stato ulteriormente elevato a diocesi con la bolla Carmelitarum Excalceatorum di papa Giovanni Paolo II. Contestualmente cedette il comune di Iscuandé al vicariato apostolico di Guapi.

## Cronotassi dei vescovi
Si omettono i periodi di sede vacante non superiori ai 2 anni o non storicamente accertati.
- Bernardo Merizalde Morales, O.A.R. † (30 marzo 1928 - novembre 1947 dimesso)
- Pedro Nel Ramírez, O.A.R. † (14 luglio 1949 - 5 aprile 1954 dimesso)
- Luis Francisco Irizar Salazar, O.C.D. † (23 aprile 1954 - 5 novembre 1965 deceduto)
- Miguel Ángel Lecumberri Erburum, O.C.D. † (3 maggio 1966 - 8 febbraio 1990 dimesso)
- Gustavo Girón Higuita, O.C.D. (8 febbraio 1990 - 25 luglio 2015 dimesso)
- Orlando Olave Villanoba (18 marzo 2017 - 11 luglio 2024 nominato vescovo di Ocaña)

## Statistiche
La diocesi nel 2022 su una popolazione di 467.064 persone contava 214.000 battezzati, corrispondenti al 45,8% del totale.
| anno | popolazione | popolazione | popolazione | presbiteri | presbiteri | presbiteri | presbiteri                | diaconi | religiosi | religiosi | parrocchie |
| anno | battezzati  | totale      | %           | numero     | secolari   | regolari   | battezzati per presbitero | diaconi | uomini    | donne     | parrocchie |
| ---- | ----------- | ----------- | ----------- | ---------- | ---------- | ---------- | ------------------------- | ------- | --------- | --------- | ---------- |
| 1950 | 200.000     | 200.000     | 100,0       | 10         |            | 10         | 20.000                    |         | 10        | 20        | 5          |
| 1966 | 164.600     | 165.100     | 99,7        | 36         | 18         | 18         | 4.572                     |         | 18        | 32        | 9          |
| 1970 | 164.700     | 165.100     | 99,8        | 20         |            | 20         | 8.235                     |         | 20        | 46        | 10         |
| 1976 | 189.000     | 190.000     | 99,5        | 18         |            | 18         | 10.500                    |         | 18        | 41        | 9          |
| 1980 | 168.500     | 169.600     | 99,4        | 13         |            | 13         | 12.961                    |         | 13        | 35        | 9          |
| 1990 | 207.000     | 213.000     | 97,2        | 21         | 7          | 14         | 9.857                     | 1       | 14        | 35        | 14         |
| 1999 | 200.000     | 220.000     | 90,9        | 22         | 10         | 12         | 9.090                     | 1       | 16        | 27        | 10         |
| 2000 | 198.000     | 220.000     | 90,0        | 18         | 8          | 10         | 11.000                    |         | 13        | 24        | 10         |
| 2001 | 200.000     | 225.000     | 88,9        | 18         | 7          | 11         | 11.111                    |         | 14        | 24        | 10         |
| 2002 | 215.000     | 250.000     | 86,0        | 21         | 9          | 12         | 10.238                    |         | 14        | 27        | 10         |
| 2003 | 210.000     | 250.000     | 84,0        | 20         | 10         | 10         | 10.500                    |         | 17        | 28        | 14         |
| 2004 | 210.000     | 250.000     | 84,0        | 30         | 15         | 15         | 7.000                     |         | 22        | 28        | 14         |
| 2010 | 246.000     | 278.000     | 88,5        | 31         | 18         | 13         | 7.935                     | 1       | 19        | 18        | 17         |
| 2014 | 249.520     | 335.320     | 74,4        | 31         | 19         | 12         | 8.049                     | 9       | 26        | 13        | 17         |
| 2017 | 254.850     | 346.880     | 73,5        | 34         | 21         | 13         | 7.495                     |         | 24        | 13        | 18         |
| 2020 | 262.750     | 357.800     | 73,4        | 29         | 18         | 11         | 9.060                     |         | 11        | 15        | 19         |
| 2022 | 214.000     | 467.064     | 45,8        | 31         | 20         | 11         | 6.903                     |         | 11        | 15        | 19         |